# 奧馬哈鎮區 (伊利諾伊州加拉廷縣)
奧馬哈鎮區（英語：Omaha Township）是位於美國伊利諾伊州加拉廷縣的一個行政鎮區。

## 地方資料
根據2010年美國人口普查的數據，奧馬哈鎮區的面積為48.20平方千米，當中陸地面積為48.10平方千米，而水域面積為0.10平方千米。當地共有人口469人，而人口密度為每平方千米9.73人。